# Musca reverto
Musca reverto är en tvåvingeart som först beskrevs av Harris 1780.  Musca reverto ingår i släktet Musca och familjen köttflugor. Inga underarter finns listade i Catalogue of Life.